# Boutenac

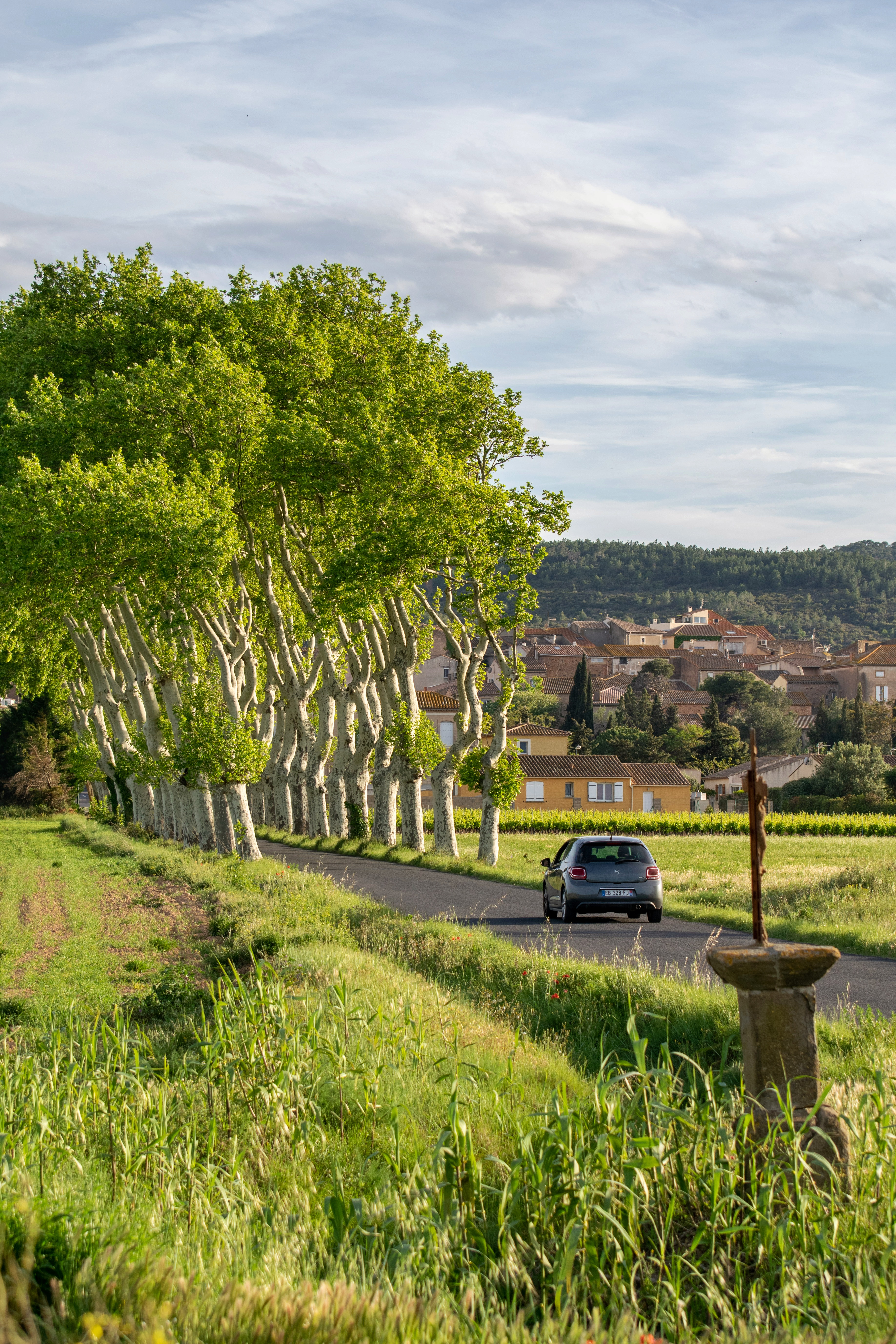
Vue sur Boutenac.

Boutenac  est une commune française située dans le nord-est du département de l'Aude, en région Occitanie.
Sur le plan historique et culturel, la commune fait partie du massif des Corbières, un chaos calcaire formant la transition entre le Massif central et les Pyrénées. Exposée à un climat méditerranéen, elle est drainée par l'Aussou, le ruisseau de Mayral, le ruisseau Paillous et par divers autres petits cours d'eau. Incluse dans le parc naturel régional de la Narbonnaise en Méditerranée, la commune possède un patrimoine naturel remarquable composé de deux zones naturelles d'intérêt écologique, faunistique et floristique.
Boutenac est une commune rurale qui compte 739 habitants en 2022, après avoir connu une forte hausse de la population depuis 1975. Elle fait partie de l'aire d'attraction de Narbonne. Ses habitants sont appelés les Boutenacois et Boutenacoises.
Le patrimoine architectural de la commune comprend un immeuble protégé au titre des monuments historiques : l'église Saint-Martin, inscrite en 1948.

## Géographie

### Localisation
La commune est située en bordure des Corbières et de la basse plaine de l'Aude. Elle est distante de 7 km au sud-est de Lézignan-Corbières et de 26 km à l'ouest de la sous-préfecture Narbonne.

### Communes limitrophes
Les communes limitrophes sont Bizanet, Ferrals-les-Corbières, Lézignan-Corbières, Luc-sur-Orbieu, Montséret, Ornaisons, Saint-André-de-Roquelongue et Thézan-des-Corbières.
| Lézignan-Corbières    | Luc-sur-Orbieu | Ornaisons                  |
| Ferrals-les-Corbières | Boutenac       | Bizanet                    |
| Thézan-des-Corbières  | Montséret      | Saint-André-de-Roquelongue |

### Géologie et relief
Le village est situé sur le versant nord d'une colline appartenant aux Corbières et se composant de calcaire et de grès du secondaire, la plaine est formée par des alluvions du quaternaire.
Le point culminant est la Vigie au sommet du massif de la Pinède (273 m), cette tour dominant le paysage permet la surveillance du bois et bien au-delà.
Boutenac se situe en zone de sismicité 2 (sismicité faible).

### Transports
- Aéroport de Carcassonne Salvaza à 44 km
- Autoroute A61 à 7 km (Lézignan-Corbières)
- Autoroute A9 à 21 km (Narbonne)
- Gare SNCF à 7 km (gare de Lézignan-Corbières)

### Hydrographie
La commune est dans la région hydrographique « Côtiers méditerranéens », au sein du bassin hydrographique Rhône-Méditerranée-Corse. Elle est drainée par l'Aussou, le ruisseau de Mayral, le ruisseau Paillous, le ruisseau de Barry-Longue, le ruisseau de Font-Sainte, le ruisseau de Joncasse, le ruisseau de la Clotte, le ruisseau de la Jasse, le ruisseau de Marre, le ruisseau de Pré Melou et le ruisseau de Villemajou, constituant un réseau hydrographique de 26 km de longueur totale,.
L'Aussou, d'une longueur totale de 17,4 km, prend sa source dans la commune de Thézan-des-Corbières et s'écoule vers le nord. Il traverse la commune et se jette dans l'Orbieu à Ornaisons, après avoir traversé 6 communes.

### Climat
Pour des articles plus généraux, voir Climat de l'Occitanie et Climat de l'Aude.
En 2010, le climat de la commune est de type climat méditerranéen franc, selon une étude s'appuyant sur une série de données couvrant la période 1971-2000. En 2020, Météo-France publie une typologie des climats de la France métropolitaine dans laquelle la commune est exposée à un climat méditerranéen et est dans la région climatique Provence, Languedoc-Roussillon, caractérisée par une pluviométrie faible en été, un très bon ensoleillement (2 600 h/an), un été chaud (21,5 °C), un air très sec en été, sec en toutes saisons, des vents forts (fréquence de 40 à 50 % de vents > 5 m/s) et peu de brouillards.

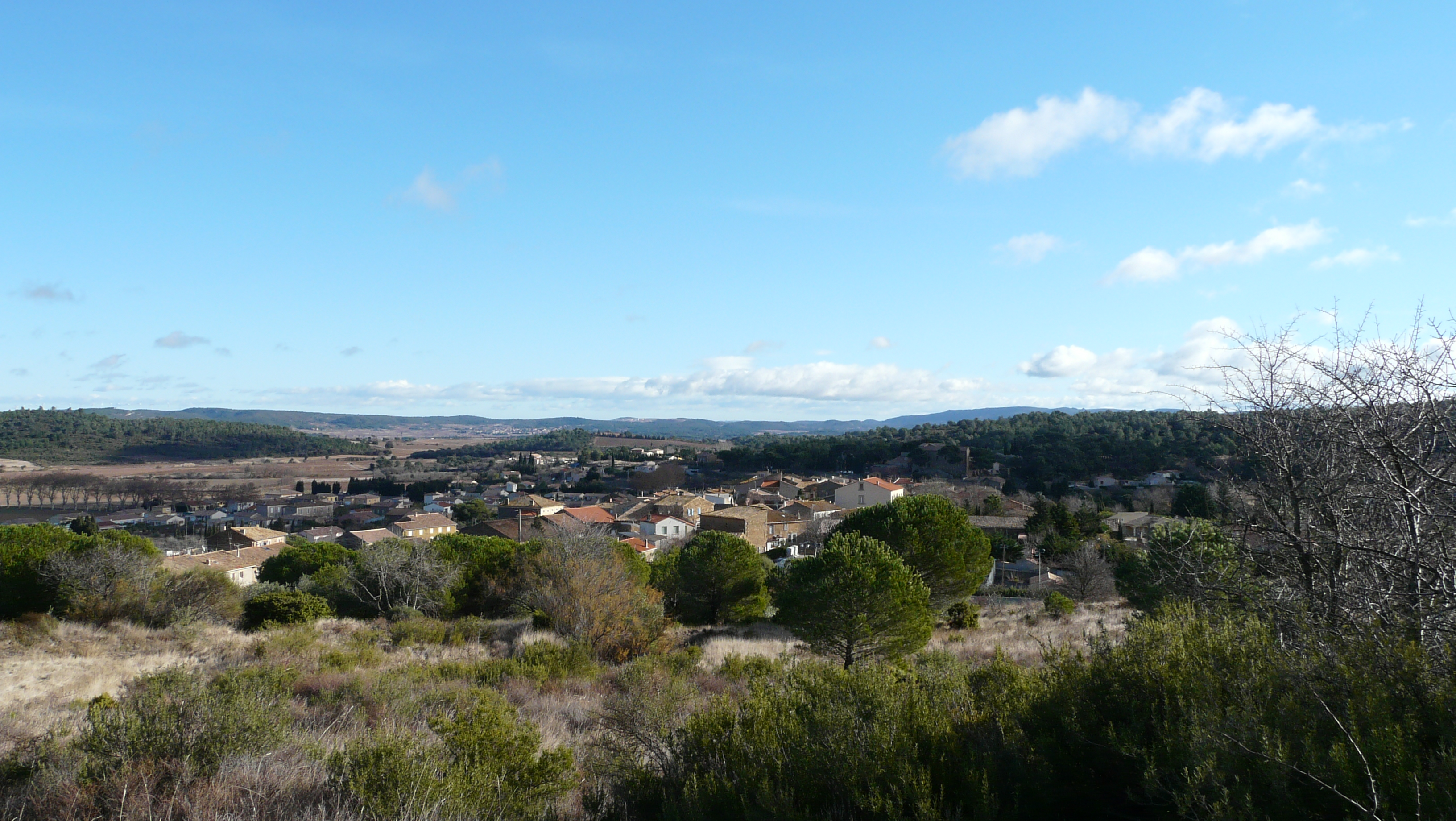
Boutenac en hiver.

Pour la période 1971-2000, la température annuelle moyenne est de 14,7 °C, avec une amplitude thermique annuelle de 15,8 °C. Le cumul annuel moyen de précipitations est de 653 mm, avec 6,7 jours de précipitations en janvier et 2,8 jours en juillet. Pour la période 1991-2020, la température moyenne annuelle observée sur la station météorologique la plus proche, située sur la commune de Lézignan-Corbières à 7 km à vol d'oiseau, est de 15,2 °C et le cumul annuel moyen de précipitations est de 678,7 mm,. Pour l'avenir, les paramètres climatiques de la commune estimés pour 2050 selon différents scénarios d'émission de gaz à effet de serre sont consultables sur un site dédié publié par Météo-France en novembre 2022.

### Milieux naturels et biodiversité

#### Espaces protégés
La protection réglementaire est le mode d’intervention le plus fort pour préserver des espaces naturels remarquables et leur biodiversité associée,.
La commune fait partie du parc naturel régional de la Narbonnaise en Méditerranée, créé en 2003 et d'une superficie de 68 350 ha, qui s'étend sur 21 communes du département. Composé de la majeure partie des milieux lagunaires du littoral audois et de ses massifs environnants, ce territoire représente en France l’un des rares et derniers grands sites naturels préservés, de cette ampleur et de cette diversité en bordure de Méditerranée (golfe du Lion).

#### Zones naturelles d'intérêt écologique, faunistique et floristique
L’inventaire des zones naturelles d'intérêt écologique, faunistique et floristique (ZNIEFF) a pour objectif de réaliser une couverture des zones les plus intéressantes sur le plan écologique, essentiellement dans la perspective d’améliorer la connaissance du patrimoine naturel national et de fournir aux différents décideurs un outil d’aide à la prise en compte de l’environnement dans l’aménagement du territoire. Une ZNIEFF de type 1 est recensée sur la commune :
le « bois de la Pinède de Boutenac » (1 079 ha), couvrant 5 communes du département et une ZNIEFF de type 2, :  les « Corbières centrales » (68 810 ha), couvrant 56 communes dont 54 dans l'Aude et 2 dans les Pyrénées-Orientales.

Carte des ZNIEFF de type 1 et 2 à Boutenac.
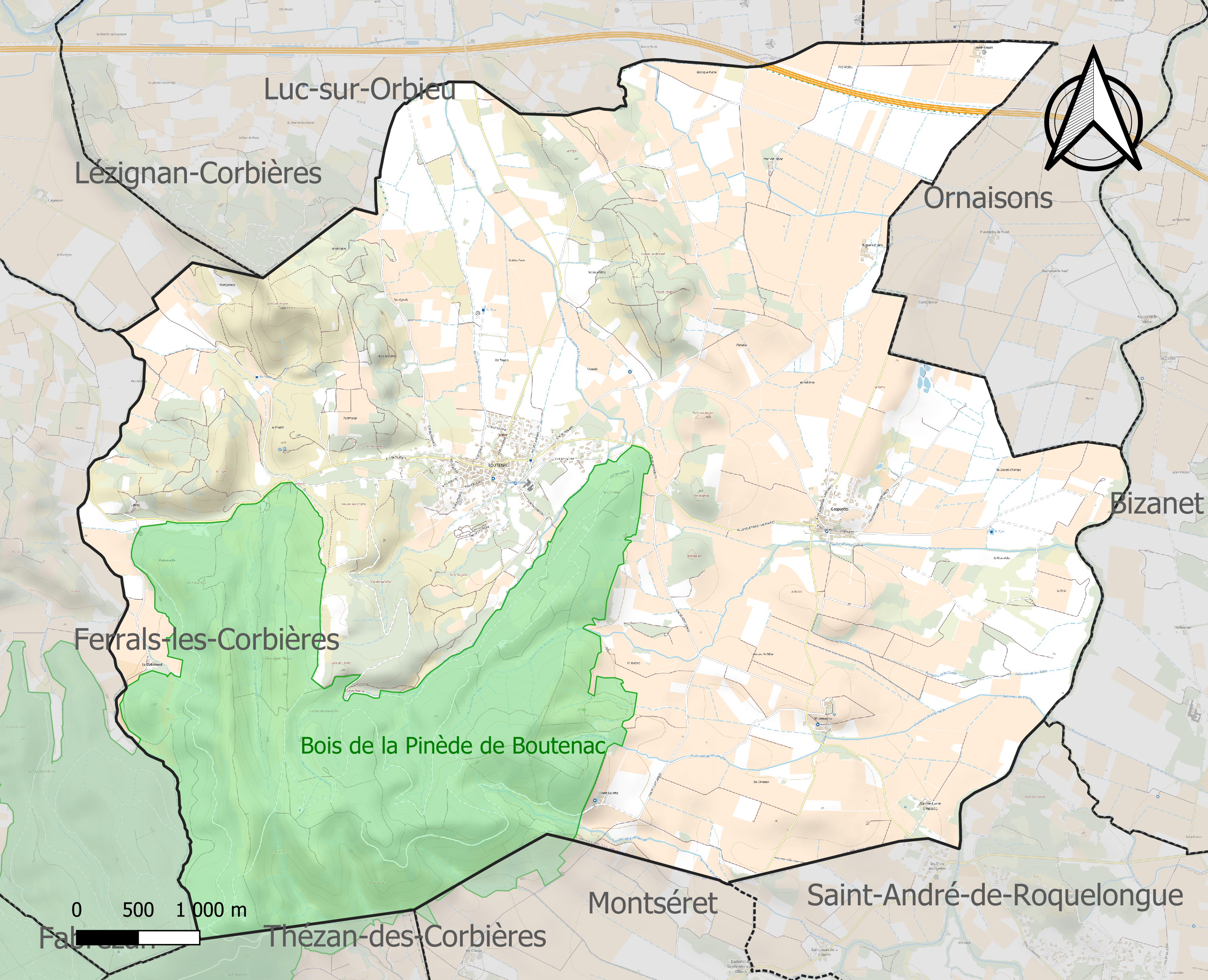
Carte de la ZNIEFF de type 1 sur la commune.
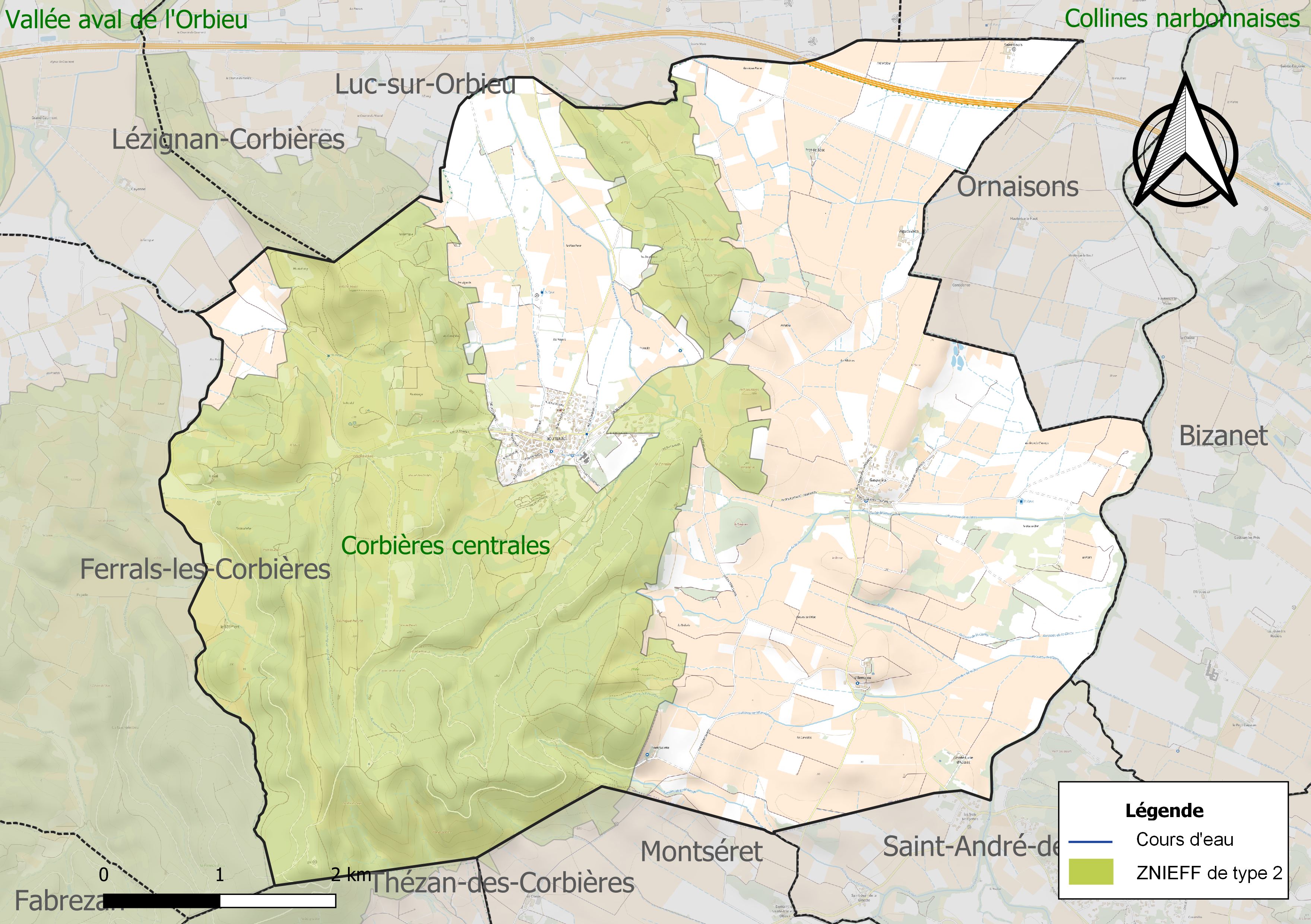
Carte de la ZNIEFF de type 2 sur la commune.

## Urbanisme

### Typologie
Au 1er janvier 2024, Boutenac est catégorisée commune rurale à habitat dispersé, selon la nouvelle grille communale de densité à 7 niveaux définie par l'Insee en 2022.
Elle est située hors unité urbaine. Par ailleurs la commune fait partie de l'aire d'attraction de Narbonne, dont elle est une commune de la couronne,. Cette aire, qui regroupe 71 communes, est catégorisée dans les aires de 50 000 à moins de 200 000 habitants,.

### Occupation des sols
L'occupation des sols de la commune, telle qu'elle ressort de la base de données européenne d’occupation biophysique des sols Corine Land Cover (CLC), est marquée par l'importance des territoires agricoles (60,5 % en 2018), en diminution par rapport à 1990 (62,5 %). La répartition détaillée en 2018 est la suivante : cultures permanentes (48,5 %), forêts (23,6 %), milieux à végétation arbustive et/ou herbacée (14,2 %), zones agricoles hétérogènes (11,9 %), zones urbanisées (1,7 %). L'évolution de l’occupation des sols de la commune et de ses infrastructures peut être observée sur les différentes représentations cartographiques du territoire : la carte de Cassini (XVIIIe siècle), la carte d'état-major (1820-1866) et les cartes ou photos aériennes de l'IGN pour la période actuelle (1950 à aujourd'hui).

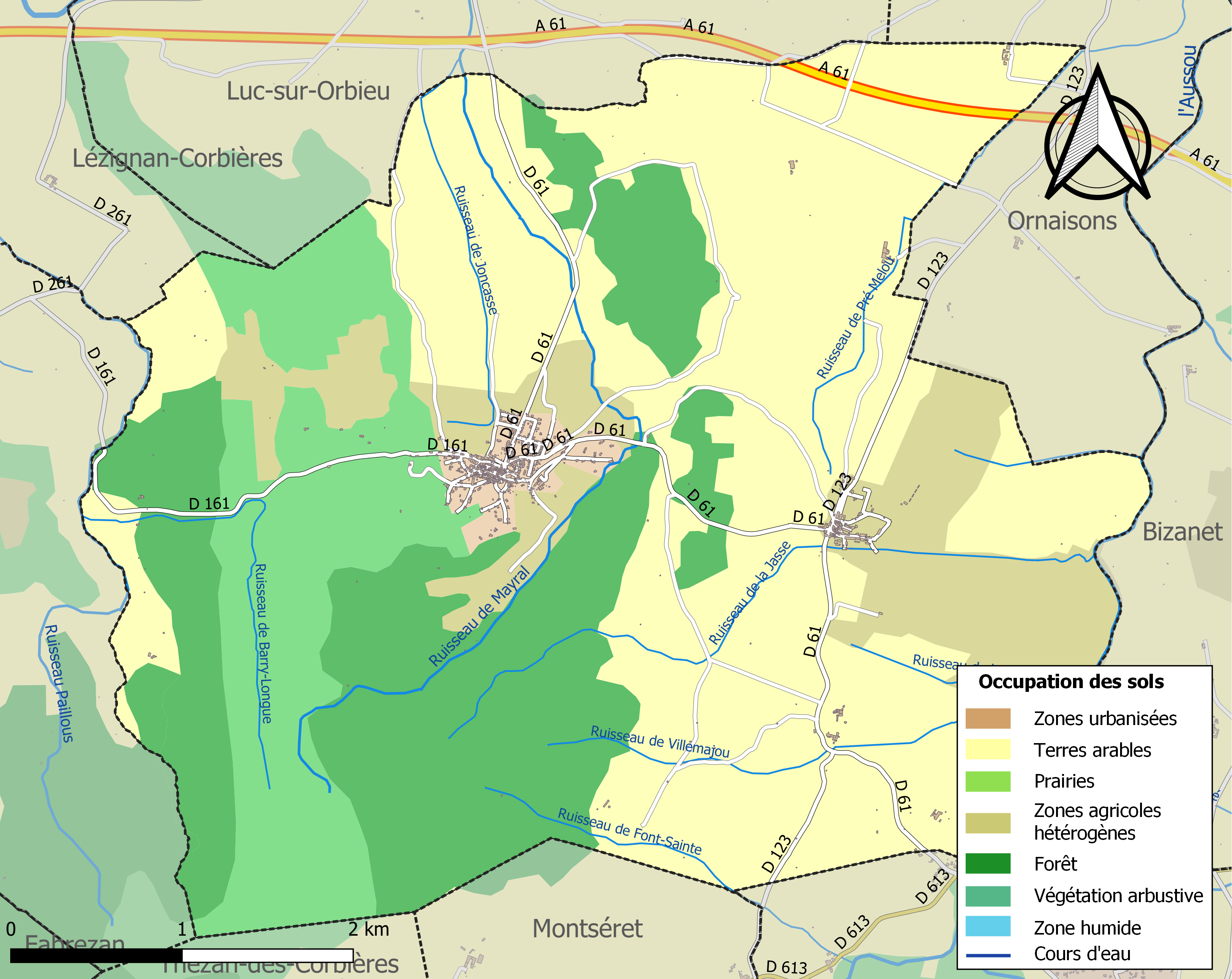
Carte des infrastructures et de l'occupation des sols de la commune en 2018 (CLC).

### Risques majeurs
Le territoire de la commune de Boutenac est vulnérable à différents aléas naturels : météorologiques (tempête, orage, neige, grand froid, canicule ou sécheresse), inondations, feux de forêts et séisme (sismicité faible). Il est également exposé à un risque technologique,  le transport de matières dangereuses. Un site publié par le BRGM permet d'évaluer simplement et rapidement les risques d'un bien localisé soit par son adresse soit par le numéro de sa parcelle.

#### Risques naturels
Certaines parties du territoire communal sont susceptibles d’être affectées par le risque d’inondation par débordement de cours d'eau, notamment l'Aussou. La commune a été reconnue en état de catastrophe naturelle au titre des dommages causés par les inondations et coulées de boue survenues en 1982, 1986, 1992, 1996, 1999, 2005, 2006, 2009, 2012, 2014 et 2018,.

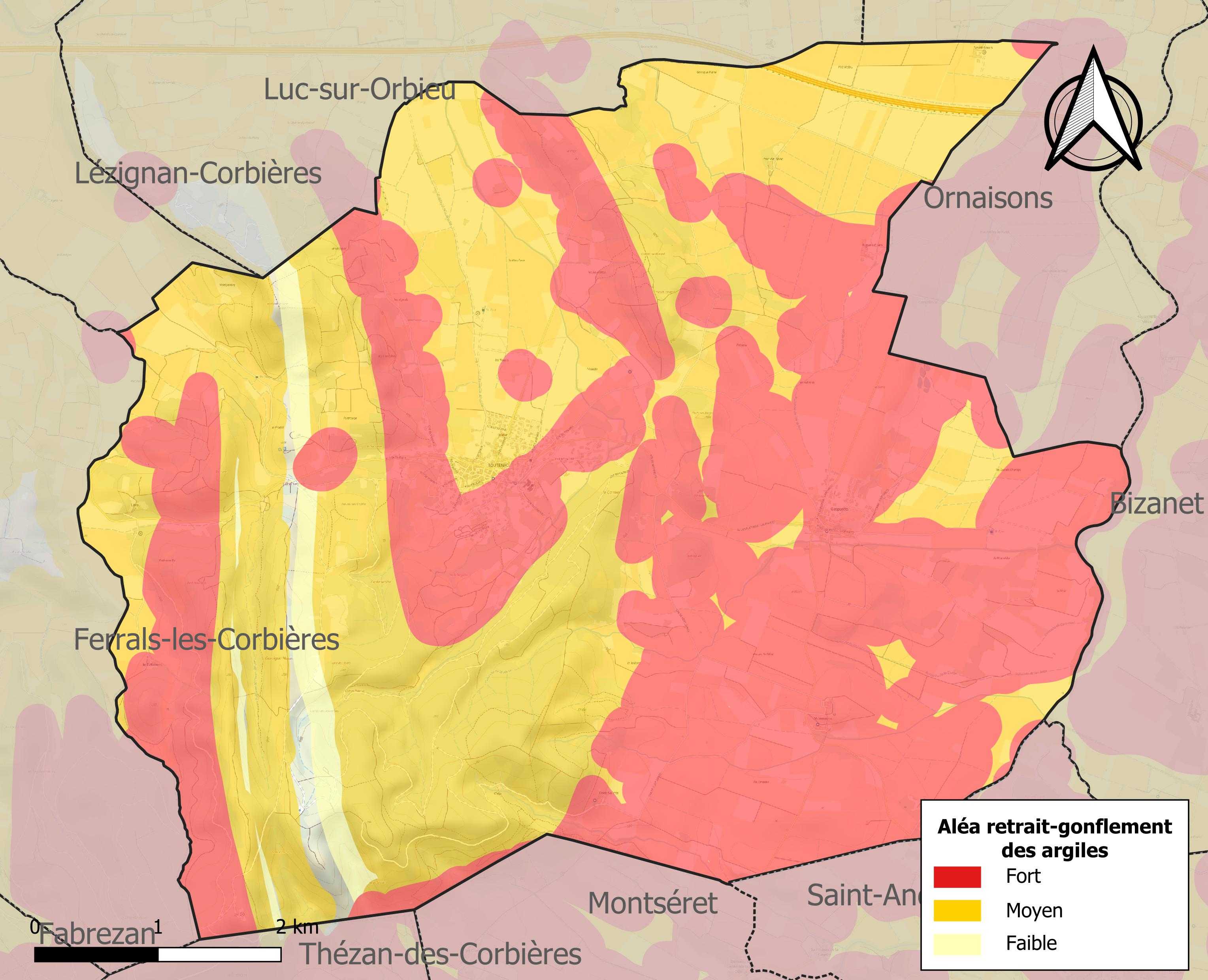
Carte des zones d'aléa retrait-gonflement des sols argileux de Boutenac.

Le retrait-gonflement des sols argileux est susceptible d'engendrer des dommages importants aux bâtiments en cas d’alternance de périodes de sécheresse et de pluie. 96,5 % de la superficie communale est en aléa moyen ou fort (75,2 % au niveau départemental et 48,5 % au niveau national). Sur les 428 bâtiments dénombrés sur la commune en 2019, 428 sont en aléa moyen ou fort, soit 100 %, à comparer aux 94 % au niveau départemental et 54 % au niveau national. Une cartographie de l'exposition du territoire national au retrait gonflement des sols argileux est disponible sur le site du BRGM,.

#### Risques technologiques
Le risque de transport de matières dangereuses sur la commune est lié à sa traversée par une route à fort trafic. Un accident se produisant sur une telle infrastructure est en effet susceptible d’avoir des effets graves au bâti ou aux personnes jusqu’à 350 m, selon la nature du matériau transporté. Des dispositions d’urbanisme peuvent être préconisées en conséquence.

## Histoire

### Origine
Le nom Boutenac est issu de Villa boltennago (cité en 946), boltennago dérivant lui-même de Botenus, nom d'un Romain à qui appartenait la villa.
Le hameau de Gasparets est mentionné sous le nom Guadpadengs en 1089, ce qui signifie le gué des murailles.
Les premiers habitants sont cependant bien plus anciens. Des parures datant de 1850 à 1500 av. J.-C. ont été retrouvées dans une faille de la barre rocheuse du Vignals appelée la Lunette, d'autre vestiges (four, amphores) témoignent de l'activité humaine. Notamment la présence de thermes à Fontsainte et de sépultures wisigothes à Gasparets.
Première mention du village par le roi Charles le Chauve qui confirme que la villa Boltennago appartient à l'abbaye de Lagrasse.

### La légende de saint Siméon
C'est vers l'an 1000 que l'ancien évêque de Catalogne Siméon, vient se retirer et vivre en ermite dans une grotte à proximité de Fontsainte et du sanctuaire de la villa Octaviana du romain Consentius. Il mourut en 1025 dans la cour du château. Il devint dès lors le protecteur du village, on construit une chapelle en 1895 au-dessus de la grotte du saint et chaque année le premier mardi d'août a lieu une procession avec les reliques du saint depuis l'église de Boutenac afin de demander la pluie. Ce pèlerinage a lieu encore de nos jours grâce à l'association qui s'occupe de la sauvegarde de la chapelle et de son site.

## Politique et administration

### Découpage territorial
La commune de Boutenac est membre de la communauté de communes de la Région Lézignanaise, Corbières et Minervois, un établissement public de coopération intercommunale (EPCI) à fiscalité propre créé le 20 décembre 2012 dont le siège est à Lézignan-Corbières. Ce dernier est par ailleurs membre d'autres groupements intercommunaux.
Sur le plan administratif, elle est rattachée à l'arrondissement de Narbonne, au département de l'Aude, en tant que circonscription administrative de l'État, et à la région Occitanie.
Sur le plan électoral, elle dépend du canton des Corbières pour l'élection des conseillers départementaux, depuis le redécoupage cantonal de 2014 entré en vigueur en 2015, et de la première circonscription de l'Aude  pour les élections législatives, depuis le redécoupage électoral de 1986.

## Démographie
L'évolution du nombre d'habitants est connue à travers les recensements de la population effectués dans la commune depuis 1793. Pour les communes de moins de 10 000 habitants, une enquête de recensement portant sur toute la population est réalisée tous les cinq ans, les populations de référence des années intermédiaires étant quant à elles estimées par interpolation ou extrapolation. Pour la commune, le premier recensement exhaustif entrant dans le cadre du nouveau dispositif a été réalisé en 2007.

En 2022, la commune comptait 739 habitants, en évolution de +3,5 % par rapport à 2016 (Aude : +2,65 %, France hors Mayotte : +2,11 %).
| 1793 | 1800 | 1806 | 1821 | 1831 | 1836 | 1841 | 1846 | 1851 |
| ---- | ---- | ---- | ---- | ---- | ---- | ---- | ---- | ---- |
| 273  | 288  | 361  | 392  | 394  | 424  | 407  | 432  | 461  |

| 1856 | 1861 | 1866 | 1872 | 1876 | 1881 | 1886 | 1891  | 1896  |
| ---- | ---- | ---- | ---- | ---- | ---- | ---- | ----- | ----- |
| 489  | 543  | 586  | 621  | 782  | 900  | 980  | 1 110 | 1 081 |

| 1901  | 1906  | 1911 | 1921  | 1926 | 1931 | 1936 | 1946 | 1954 |
| ----- | ----- | ---- | ----- | ---- | ---- | ---- | ---- | ---- |
| 1 079 | 1 032 | 997  | 1 041 | 925  | 958  | 883  | 678  | 711  |

| 1962 | 1968 | 1975 | 1982 | 1990 | 1999 | 2006 | 2007 | 2012 |
| ---- | ---- | ---- | ---- | ---- | ---- | ---- | ---- | ---- |
| 701  | 622  | 581  | 524  | 519  | 609  | 680  | 690  | 704  |

| 2017 | 2022 | - | - | - | - | - | - | - |
| ---- | ---- | - | - | - | - | - | - | - |
| 721  | 739  | - | - | - | - | - | - | - |

## Économie

### Revenus
En 2018  (données Insee publiées en septembre 2021), la commune compte 322 ménages fiscaux, regroupant 710 personnes. La médiane du revenu disponible par unité de consommation est de 19 770 € (19 240 € dans le département).

### Emploi
| Division       | 2008   | 2013   | 2018   |
| -------------- | ------ | ------ | ------ |
| Commune        | 6,7 %  | 9,3 %  | 11,7 % |
| Département    | 10,2 % | 12,8 % | 12,6 % |
| France entière | 8,3 %  | 10 %   | 10 %   |

En 2018, la population âgée de 15 à 64 ans s'élève à 422 personnes, parmi lesquelles on compte 77,8 % d'actifs (66,2 % ayant un emploi et 11,7 % de chômeurs) et 22,2 % d'inactifs,. En  2018, le taux de chômage communal (au sens du recensement) des 15-64 ans est inférieur à celui du département, mais supérieur à celui de la France, alors qu'en 2008 il était inférieur à celui de la France.
La commune fait partie de la couronne de l'aire d'attraction de Narbonne, du fait qu'au moins 15 % des actifs travaillent dans le pôle,. Elle compte 132 emplois en 2018, contre 141 en 2013 et 133 en 2008. Le nombre d'actifs ayant un emploi résidant dans la commune est de 283, soit un indicateur de concentration d'emploi de 46,5 % et un taux d'activité parmi les 15 ans ou plus de 55,2 %.
Sur ces 283 actifs de 15 ans ou plus ayant un emploi, 93 travaillent dans la commune, soit 33 % des habitants. Pour se rendre au travail, 85,5 % des habitants utilisent un véhicule personnel ou de fonction à quatre roues, 0,7 % les transports en commun, 8,5 % s'y rendent en deux-roues, à vélo ou à pied et 5,3 % n'ont pas besoin de transport (travail au domicile).

### Activités hors agriculture

#### Secteurs d'activités
35 établissements sont implantés  à Boutenac au 31 décembre 2019. Le tableau ci-dessous en détaille le nombre par secteur d'activité et compare les ratios avec ceux du département,.
| Secteur d'activité                                                                                        | Commune | Commune | Département |
| Secteur d'activité                                                                                        | Nombre  | %       | %           |
| --- | ------- | ------- | ----------- |
| Ensemble                                                                                                  | 35      |         |             |
| Industrie manufacturière, industries extractives et autres                                                | 3       | 8,6 %   | (8,8 %)     |
| Construction                                                                                              | 8       | 22,9 %  | (14 %)      |
| Commerce de gros et de détail, transports, hébergement et restauration                                    | 6       | 17,1 %  | (32,3 %)    |
| Information et communication                                                                              | 2       | 5,7 %   | (1,6 %)     |
| Activités immobilières                                                                                    | 1       | 2,9 %   | (5,2 %)     |
| Activités spécialisées, scientifiques et techniques et activités de services administratifs et de soutien | 5       | 14,3 %  | (13,3 %)    |
| Administration publique, enseignement, santé humaine et action sociale                                    | 5       | 14,3 %  | (13,2 %)    |
| Autres activités de services                                                                              | 5       | 14,3 %  | (8,8 %)     |

Le secteur de la construction est prépondérant sur la commune puisqu'il représente 22,9 % du nombre total d'établissements de la commune (8 sur les 35 entreprises implantées  à Boutenac), contre 14 % au niveau départemental.

#### Entreprises
L' entreprise ayant son siège social sur le territoire communal qui génère le plus de chiffre d'affaires en 2020 est : 
- Batiraude, travaux de maçonnerie générale et gros œuvre de bâtiment (9 k€)

#### Viticulture
Introduite par les Grecs dès le IIe siècle av. J.-C. et développée par les Romains, elle connut un ralentissement durant le Moyen Âge à cause des invasions mais surtout de la croisade des Albigeois. Ce n'est qu'après la Révolution que la viticulture va connaître son véritable essor dans le village grâce aux développement des moyens de communications en particulier le chemin de fer passant à Lézignan-Corbières ainsi que le canal du Midi. Entre ces deux périodes, l'économie locale se tournera vers l'élevage ovin, les cultures céréalières et des oliviers comme en témoignent encore un bon nombre de bergeries aux alentours du village, malheureusement abandonnées et en ruines.
L'âge d'or de la viticulture boutenacoise se situe vers la fin du XIXe siècle, malgré le phylloxéra, les vignerons ont augmenté les surfaces cultivées et profitent de la hausse du cours du vin à cause de sa raréfaction. C'est d'ailleurs de cette époque que datent les maisons bourgeoises du village. Elle est encore de nos jours l'élément structurant de la commune et de son terroir, ce dernier étant depuis 1985 et la création de l'AOC Corbières, un des éléments clés de l'appellation.

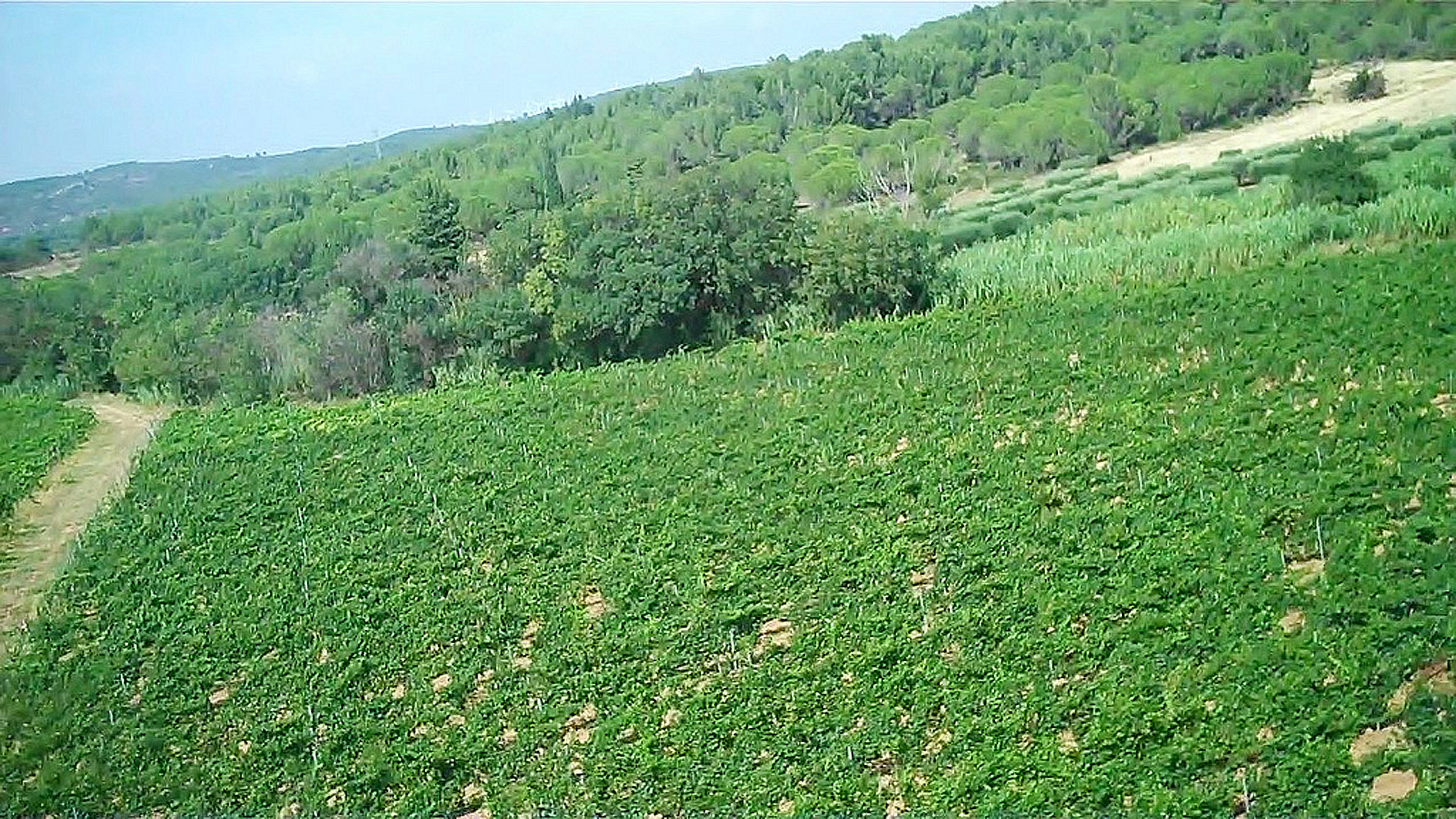
Vignoble de Corbières-boutenac.

Appellation d'origine contrôlée Corbières-Boutenac
Créé par un décret promulgué le 20 mai 2005, 20 ans après la première demande faite à l'INAO, cette appellation en plus de récompenser le travail effectué par les vignerons, reconnaît les particularités du terroir à savoir : un climat méditerranéen strict et des sols caillouteux peu fertiles mais profonds permettant d'atteindre une maturité optimum et une grande longévité des vignes.
Les cépages composant ce vin rouge sont principalement le Carignan et la Syrah mais aussi le Grenache et le Mourvèdre. L'arrosage est interdit et des conditions de taille, densité de plantation et rendements (45 hl/ha) sont fixés.
Cette appellation ne doit pas être confondue avec l'AOC Corbières même si le terroir est en partie commun, méthodes de vinification et cahiers des charges sont totalement distincts.

### Agriculture
La commune fait partie de la petite région agricole dénommée « Région viticole ». En 2010, l'orientation technico-économique de l'agriculture  sur la commune est la viticulture (appellation et autre).
|                                   | 1988 | 2000 | 2010 |
| --------------------------------- | ---- | ---- | ---- |
| Exploitations                     | 69   | 38   | 29   |
| Superficie agricole utilisée (ha) | 705  | 857  | 775  |

Le nombre d'exploitations agricoles en activité et ayant leur siège dans la commune est passé de 69 lors du recensement agricole de 1988 à 38 en 2000 puis à 29 en 2010, soit une baisse de 58 % en 22 ans. Le même mouvement est observé à l'échelle du département qui a perdu pendant cette période 52 % de ses exploitations. La surface agricole utilisée sur la commune a quant à elle augmenté, passant de 705 ha en 1988 à 775 ha en 2010. Parallèlement la surface agricole utilisée moyenne par exploitation a augmenté, passant de 10 à 27 ha.

#### Tourisme
À proximité de la mer, mais aussi proche de l'arrière-pays et de sites hautement touristiques comme les châteaux cathares, la Cité de Carcassonne ou le canal du Midi, le village bénéficie d'une situation exceptionnelle au cœur d'un vignoble de qualité. Proche de la frontière espagnole mais aussi de grandes villes comme Montpellier ou Toulouse via l'autoroute accessible à Lézignan-Corbières.
De nombreux touristes profitent des liaisons à bas prix de la compagnie Ryanair depuis l'aéroport de Carcassonne Salvaza vers la Belgique, l'Angleterre et l'Irlande.
Ces touristes d'origines cosmopolites peuvent être hébergés en gîte rural ou chambres d'hôtes, l'offre étant particulièrement développée et variée.
Sur le territoire de la commune, les visiteurs peuvent également trouver plusieurs caveaux de dégustations des vignerons locaux parmi les meilleurs du terroir et de l'appellation Corbières (AOC).

## Vie locale

### Équipements et services
- École publique (école maternelle et école primaire).
- Crèche.
- Médiathèque[43].
- Salle polyvalente.
- Complexe sportif (terrain multisports, tennis, boulodrome).
- Aire de jeux.

### Commerces
- Épicerie (dépôt de pain, journaux, primeurs).
- Divers artisans (électricité, maçonnerie, menuiserie, etc.).
- Caveaux de dégustations.
- Gîtes ruraux et chambres d'hôtes.
- Salon de coiffure.

## Culture locale et patrimoine

### Lieux et monuments

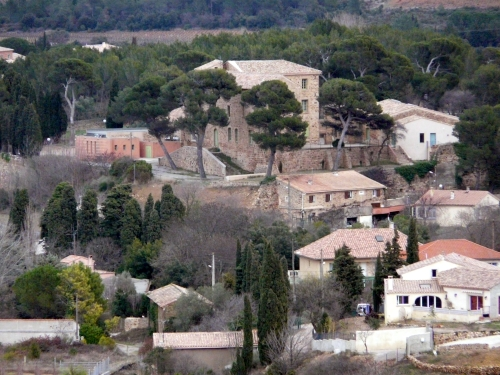
Le château depuis la pinède.

#### Le château de Boutenac
Il était autrefois appelé château bas, car il y avait un autre château dont il ne reste aujourd'hui qu'une partie de la tour au centre du village. Un vitrail de l'église Saint-Mammès peut donner une idée de la configuration du château bas dans le passé, notamment les murailles dont on ne peut apercevoir que des vestiges de nos jours.
Dans les années 90, la propriété est achetée par l'AOC Corbières qui fera de ce lieu son siège et sa vitrine, rénovant la bâtisse et ajoutant un centre de dégustation et formation ultra-sophistiqué à des salles de réceptions et de conférences.

#### Le massif de la Pinède

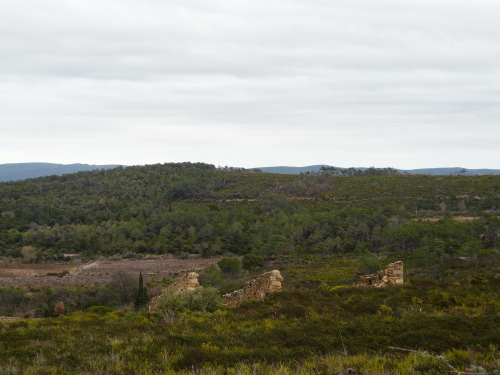
Vue partielle de la pinède.

Massif boisé d'environ 808 hectares, dont 612 classés zone naturelle d'intérêt écologique, faunistique et floristique. Essentiellement sur la commune de Boutenac (423 ha), cette pinède a été durement touchée par un important incendie d'origine criminelle le 9 septembre 2001, plus de 300 ha de résineux ont brûlé pendant 72 heures et les flammes attisées par un fort vent sont venues jusqu'à proximité des premières maisons.
La gestion du massif est répartie entre les différentes communes et l’Office national des forêts (ONF), un plan de gestion forestière est en vigueur.

#### Église Saint-Mamès de Boutenac

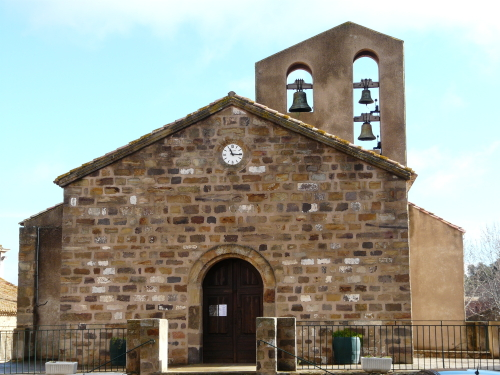
L'église Saint-Mamès.

Datant du XIIe siècle, un agrandissement est effectué en 1891 en ajoutant deux collatéraux ornés de deux autels et huit nouvelles verrières. De récentes modifications ont à nouveau réduit sa superficie. Autrefois elle était couverte de lierre et un petit cimetière était situé à l'arrière de l'édifice. L'église est dédiée à saint Mamès.
À l'intérieur du monument on peut trouver un bénitier et son support en marbre blanc. Ces deux éléments sont à l'origine un tailloir de chapiteau et un pied d'autel. Ce tailloir datant du VIIIe siècle, décoré de quatre-feuilles sculptés en méplat et cernant des losanges curvilignes taillés en biseau, a été creusé pour servir de bénitier. Le pied d'autel datant du VIIe ou VIIIe siècle est taillé en biseau d'une sculpture barbare réservée sur fond champlevé. Il est décoré de la croix, de l'alpha et de l'oméga. Un tombeau pour les reliques a été creusé sur la face supérieure.
La présence des symboles alpha et oméga est très rare sur un tel autel, et présente des similitudes avec celui de l'église de Rennes-le-Château et d'Oupia.
Ces deux éléments sont listés depuis 1973 comment objets classés monuments historiques.

#### Église Saint-Martinde Gasparets

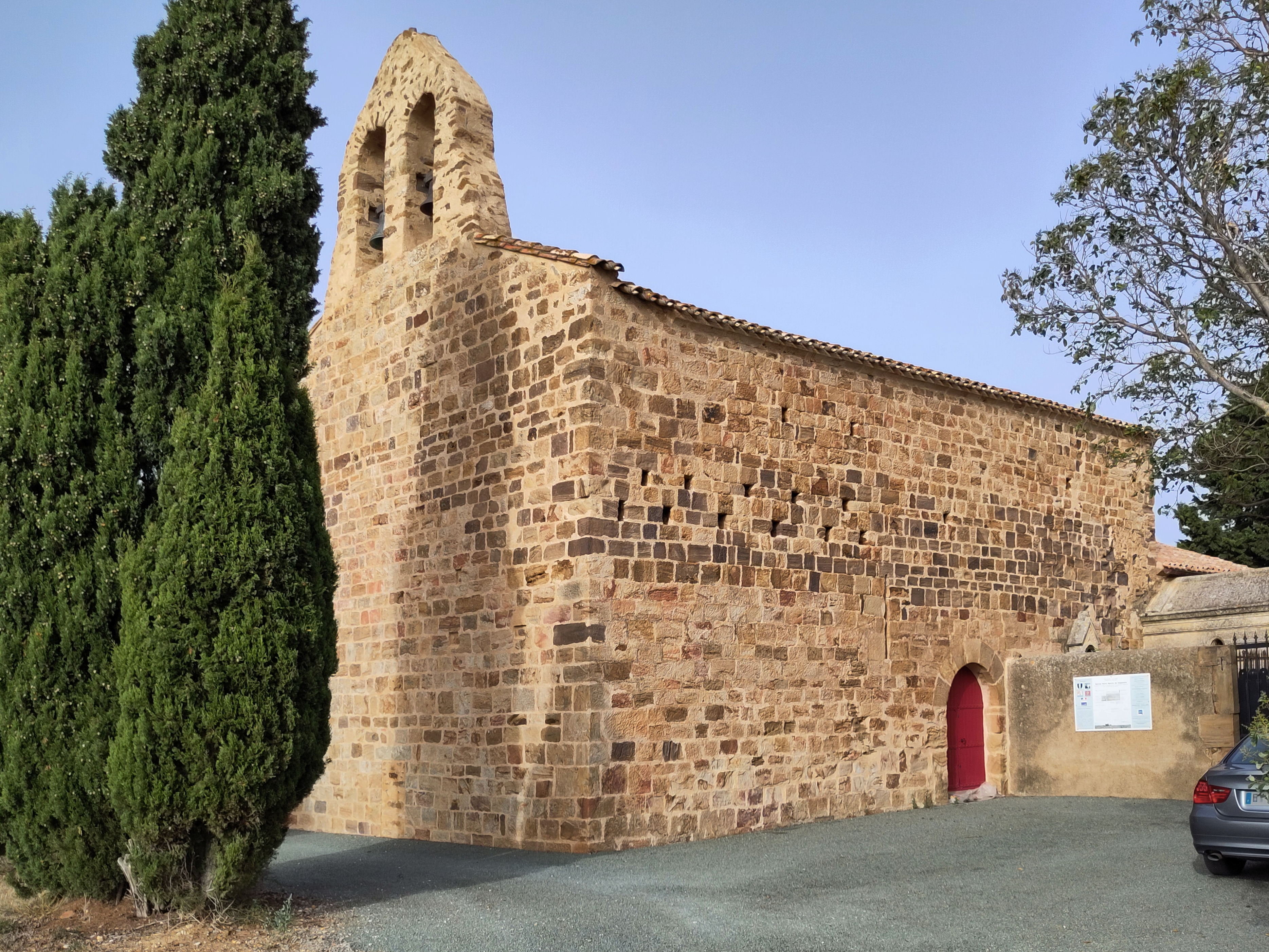
L'église St-Martin de Gasparets

L'édifice a été inscrit au titre des monuments historiques en 1948.

#### Statue de la République

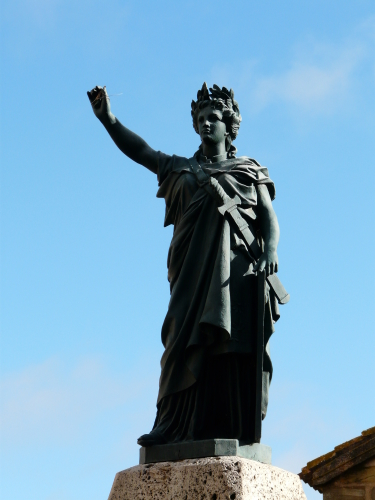
La statue de la République.

Située sur la place de l'église, cette statue en fonte de fer sur un socle de plan carré est disposée au milieu d'un bassin circulaire en pierre. Le sujet est la République drapée, couronnée de laurier, portant sabre au côté, tenant table de la constitution contre jambe gauche et levant le bras droit.
Cette statue fut placée par le maire Justin Pech en 1909 et remplaça une croix de fer qui fut déplacée dans l'église pour ensuite être transférée en 1944, sous les remparts du château en mémoire de la mission de Notre-Dame-du-Perpétuel-Secours et des pères Krammer et Bernard qui vinrent prêcher au village.
Réalisée par le fondeur Brousseval cette statue de la République fait partie de l'inventaire recensant les sculptures monumentales de la IIIe République.

#### ChapelleSaint-Siméonde Boutenac
La Pinéde, l'Ermitage Saint Siméon et la chapelle sont inscrits au titre des sites naturels depuis 1942.

### Personnalités liées à la commune
- Saint Siméon : ancien évêque qui a séjourné en ermite à Boutenac.
- Maurice Fabre, collectionneur, critique d'art, ami d'Odilon Redon et de Gustave Fayet, propriétaire à Gasparets.
- Julien Louis Coudy, docteur en droit, avocat à la cour d'appel de Paris, secrétaire de la conférence, historien, directeur général du groupe Essec a été avec sa famille le propriétaire du château de VILLEMAJOU de 1963 à 2015. Il est l'auteur de plusieurs livres La chute de l'empire romain, Les guerres de Religion et sous le pseudonyme de Louis Meniel, auteur de la Révolte des Corbières. Né le 20 octobre 1924 à Carcassonne décédé le 30 décembre 2012 Il repose dans les Corbières au cimetière de Saint Martin de Gasparets.

### Héraldique
|  | Les armes de Boutenac se blasonnent : De sable au pal d'argent losangé de trois pièces de sinople. Blason actuel de la commune de Boutenac qui a dévié de la version datant de 1696 de la même façon que ceux des villages voisins. |

|  | Les armes de Boutenac se blasonnaient : De sable au pal fuselé d'argent et de sinople. Ce blason est à l'origine celui de la communauté des habitants de Boutenac, qui fut imposé arbitrairement par le roi en 1696, via un édit afin de renflouer les caisses de l'État, comme un bon nombre de blasons datant de cette époque. C'est pour cette raison qu'un grand nombre de villages voisins ont des blasons aussi ressemblants qui ne varient souvent que par des changements de couleurs ou d'orientation des motifs. |

|  | Les armes de la famille Du Lac, seigneurs de Boutenac au XIIe siècle, se blasonnent ainsi : De gueules à l'écusson d'argent. |

## Sports
De 1994 à 2000, il existe un club de rugby à XIII sur la commune.
Reprise du club de rugby à toucher depuis 2014 à maintenant.[réf. nécessaire]